# Ристо Кордалов
Ристо Кордалов (на македонска литературна норма: Ристо Кордалов) е македонски революционер и военен ръководител.

## Биография
Роден е на 15 септември 1913 година във Воден, Гърция, днес Едеса. На 17 години започва да работи в текстилна фабрика във Воден и от 1932 е член на синдикален съюз на текстилни работници. През същата година е приет в Организацията на комунистическата младеж на Гърция. През 1940 година участва във Итало-гръцката война и остава на фронта в Албания до 10 април 1941 година. На 15 октомври 1941 е изпратен в Битоля от Околийския комитет на Гръцката комунистическа партия. Там е заловен от българските власти и хвърлен в затвора „Богословията“ до края на ноември. През януари 1941 година участва в основаването на Македонската антифашистка организация (МАО), където работи до разформироването ѝ през октомври 1943 година.
Кордалов умира в 1983 година.